# Trio pour piano et cordes no 2 de Saint-Saëns
Pour les articles homonymes, voir Trio pour piano et cordes.
Le Trio pour piano, violon et violoncelle en mi mineur opus 92 est une composition de musique de chambre de Camille Saint-Saëns. Composé en 1891-92 et dédié à Anna Hoskier, son élève, il est créé le 27 juin 1892 par Isidore Philipp, Henri Berthelier et Jules Loeb.

## Structure
1. Allegro non troppo (en mi mineur, à 
)
2. Allegretto (en mi majeur, à 
)
3. Andante con moto (en la bémol majeur, à )
4. Gracioso, poco allegro (en sol majeur, à 
)
5. Allegro (en mi mineur, à )